# Route nationale 16 (Italie)
Pour les articles homonymes, voir Route nationale 16.
La Strada Statale 16 Adriatica (SS 16) est une route nationale Italienne qui relie Padoue à Otrante, en passant le long de la côte adriatique et le long de nombreuses capitales provinciales et stations touristiques. Son tracé qui dépasse les 1 000 km, en fait la route nationale la plus longue du réseau routier italien.